# Едвард Вестон
Е́двард Ве́стон (англ. Edward Weston; нар. 9 травня 1850 року, Освестрі, графство Шропшир, Англія — пом. 20 серпня 1936 року, Монклер, штат Нью-Джерсі, США) — американський інженер-електрохімік, винахідник та підприємець британського походження; автор винаходів в галузі гальванотехники, розробник сплавів константан та манганін, нормального елемента відомого як нормальний елемент Вестона а також автор низки удосконалень конструкцій електровимірювальних приладів.

## Біографія

### Ранні роки
Едвард Вестон народився на фермі поблизу Освестрі у графстві Шропшир (Англія) у 1850 році. Дід його був заможним фермером, батько — комерсантом, мати писала романи та статті для журналів. У 1857 році сім'я перебирається до Вулвергемптона — на ті часи типового промислового міста. Після закінчення початкової школи Вестон вступає в Колледж Святого Петра у Вулвергемптоні.
Вестон був успішним студентом й захоплювався наукою, вже тоді зацікавився електрикою й роботами піонерів цього напрямку фізики — Вільяма Томсона, Максвелла та особливо Фарадея, в честь якого він згодом назве свого сина. У домашній лабораторії відтворював досліди Фарадея та мріяв про кар'єру вченого. Після закінчення коледжу у 1866 році за наполяганням батьків протягом трьох років вивчав медицину як асистент місцевого терапевта. У 1870 їде до Лондона, де намагається знайти роботу за профілем хіміка чи інженера-електрика. Після декількох тижнів марних пошуків на останні гроші купує квиток на пароплав до Нью-Йорка.

### Діяльність в галузі гальванотехніки та електротехніки
Перше місце роботи Вестона у США — компанія «Wm.H.Murdock & Company», де він займається виготовленням фотоемульсії на основі колодію, але чиста хімія у нього великого інтересу не викликала.
Через декілька місяців він влаштовується на роботу в «American Nickel Plating Company». Наступні шість років займається проблемами гальванотехніки. Уже в перший рік роботи він пропонує безліч удосконалень технології у даній галузі. Зокрема, для забезпечення гальванотехнічного виробництва високостабільним джерелом струму пропонує використовувати динамо-машину власної розробки замість акумуляторів. Експериментальні зразки динамо-машин для гальванотехніки раніше пропонувались європейськими розробниками (Сіменсом, Ґраммом), Вестон був одним з перших, хто застосував це джерело у промисловій гальванотехніці.
У 1873 році засновує разом з Джорджем Ґ. Гаррісом (англ. George G. Harris) першу власну компанію — «Harris & Weston Electroplating Co.», що спеціалізувалась на гальванопластиці. Протягом наступних років Вестон отримав низку патентів на технології нанесення нікелевих гальванопокрить. Вестон продовжує удосконалювати конструкцію своїх динамо-машин, в період з 1875 до 1885 отримує багато патентів на динамо-машини різних конструкцій, а також електродвигуни постійного струму та засоби керування ними.
У 1875 році перїжджає до Ньюарка, де відкриває виробництво динамо-машин власної конструкції.
У 1877 році виступає співзасновником компанії «The Weston Dynamo Electric Machine Co.», яка спеціалізується на виробництві динамо-машин для гальванотехніки, а згодом і для електроосвітлення.

### Діяльність в галузі світлотехніки

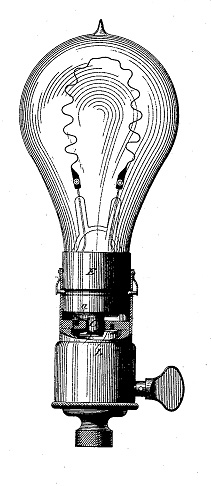
Лампа розжарення Вестона з патенту США № 320,029 (1885)

Запустивши у виробництво генератори для електроосвітлення Вестон переорієнтовується на удосконалення самих освітлювальних ламп та супутньої арматури. У 1877 році вніс низку удосконалень в конструкцію дугової лампи. У 1878 році організовує електричне освітлення спостережної вежі пожежного департаменту Ньюарка та вулиці Маркет-стріт. У 1880 році виробництво ламп та організація електроосвітлення виділяються у самостійну компанію — «Weston electric Light Co» (з 1884 року під назвою «United States electric Light Co.»). Компанія невдовзі стає лідером з постачання систем освітлення на основі дугових ламп, вершиною її успіху було виконання робіт із забезпечення освітлення Бруклінського мосту у 1883 році.
Вестон також займається виробництвом ламп розжарення. У 1882 році він отримує патент на матеріал для нитки розжарення (Tamidine), що дозволяв збільшити час роботи лампи до 2000 годин, тоді як існуючі аналоги забезпечували тривалість роботи не більше декількох сотень годин. До 1884 року на ім'я Вестона уже зареєстровано 139 патентів у 15 категоріях, в тому числі 13 патентів на дугове освітлення за останні два роки. Крім того, патенти отримано на підземні кабелі, системи розподілу, пристрої комутації, вимірювальні пристрої й індикатори, повітряні помпи, акумулятори, лампи розжарення, плавкі запобіжники, патрони для встановлення ламп. Деякі з них зберігали актуальність аж до масового поширення вольфрамових ниток розжарення у лампах у 1910-х роках. Тим не менше, компанія Вестона поступово програє боротьбу на динамічному ринку електричного освітлення успішнішим конкурентам (перш за все, Томасу Едісону) .

### Роботи в галузі приладобудування
Опинившись в тіні інших винахідників в області електроосвітлення у квітні 1886 року Вестон покидає пост директора «United States electric Light Co», протягом наступного року він працює патентним експертом у галузі електроосвітлення.
Рішення зайнятись електровимірювальними приладами прийшло до Вестона раптово, він найняв приміщення під приватну лабораторію й оснастив найсучаснішим обладнанням для проведення фізичних, хімічних та металургійних досліджень. Лабораторію було відкрито 5 листопада 1887 року.
Свої дослідження він розпочав з металургії.

#### Електротехнічні сплави
Уже в 1887 році він отримує сплав алюмінію, що дозволяв витягувати дуже тонкі трубки і отримав назву «Сплав № 1».
У пошуках провідника с низьким температурним коефіцієнтом електричного опору Вестон у 1888 році отримує константан — сплав на основі міді (Cu) (близько 59 %) з додаванням нікелю (Ni) (39…41 %) й мангану (Mn) (1…2 %). Винахідник назвав його «Сплав № 2», але німецькі виробники, у котрих він розмістив замовлення на виробництво дроту з нового матеріалу, дали йому власну назву «константан» (від лат. constans, родовий відмінок лат. constantis — сталий, незмінний) під якою сплав і став відомим. Сплав має високий питомий опір (близько 0,5 мкОм•м) та високу термо-ЕРС у парі з нікелем, залізом, міддю. Ця властивість дозволила використати константан для виготовлення термопар, зате робила його малопридатним для створення електровимірювальних приладів.
У продовжених пошуках сплаву Вестон у 1888 році отримує манганін — сплав на основі міді (близько 85 %) з додаванням мангану (Mn) (11,5…13,5 %) й нікелю (Ni) (2,5…3,5 %). Винахідник назвав свій винахід «Сплав № 3», його також перейменували німецькі виробники. Манганін має надзвичайно низький температурний коефіцієнт електричного опору в діапазоні кімнатних температур і, на відміну від константану, має дуже малу термо-ЕРС у парі з міддю (не більше від 1 мкВ/1 °C), що обумовило його значне поширення в електроприладобудуванні.
Крім цього, Вестон поставив завдання замінити сталь як матеріал для пружин, що створюють крутний момент протидії в електровимірювальних приладах, на сплав, який окрім пружних властивостей не намагнічується і має достатньо низький електричний опір. Такий сплав було Вестоном створено й він отримав назву «Сплав № 4».
Практична реалізація найперспективнішої магнітоелектричної схеми вимірювального механізму вимагала отримання постійного магніту, характеристики якого не змінювалися б у часі. Вестоном розробляються сплави для виготовлення постійних магнітів і термічні методи стабілізації їх характеристик, які він тримав у секреті.

#### Струмовий шунт
У 1893 році Вестон отримав патент на шунт для використання при вимірюванні струму. До цього прилади для вимірювання великих струмів (насамперед для генераторів) виготовляли з використанням дуже товстого мідного дроту, який був здатний пропустити весь вимірюваний струм. Саме Вестон винайшов і запатентував шунт для зменшення маси, збільшення компактності і радикального здешевлення вимірювальних приладів. Ідеальним матеріалом для таких шунтів виявився манганін.

#### Нормальний елемент

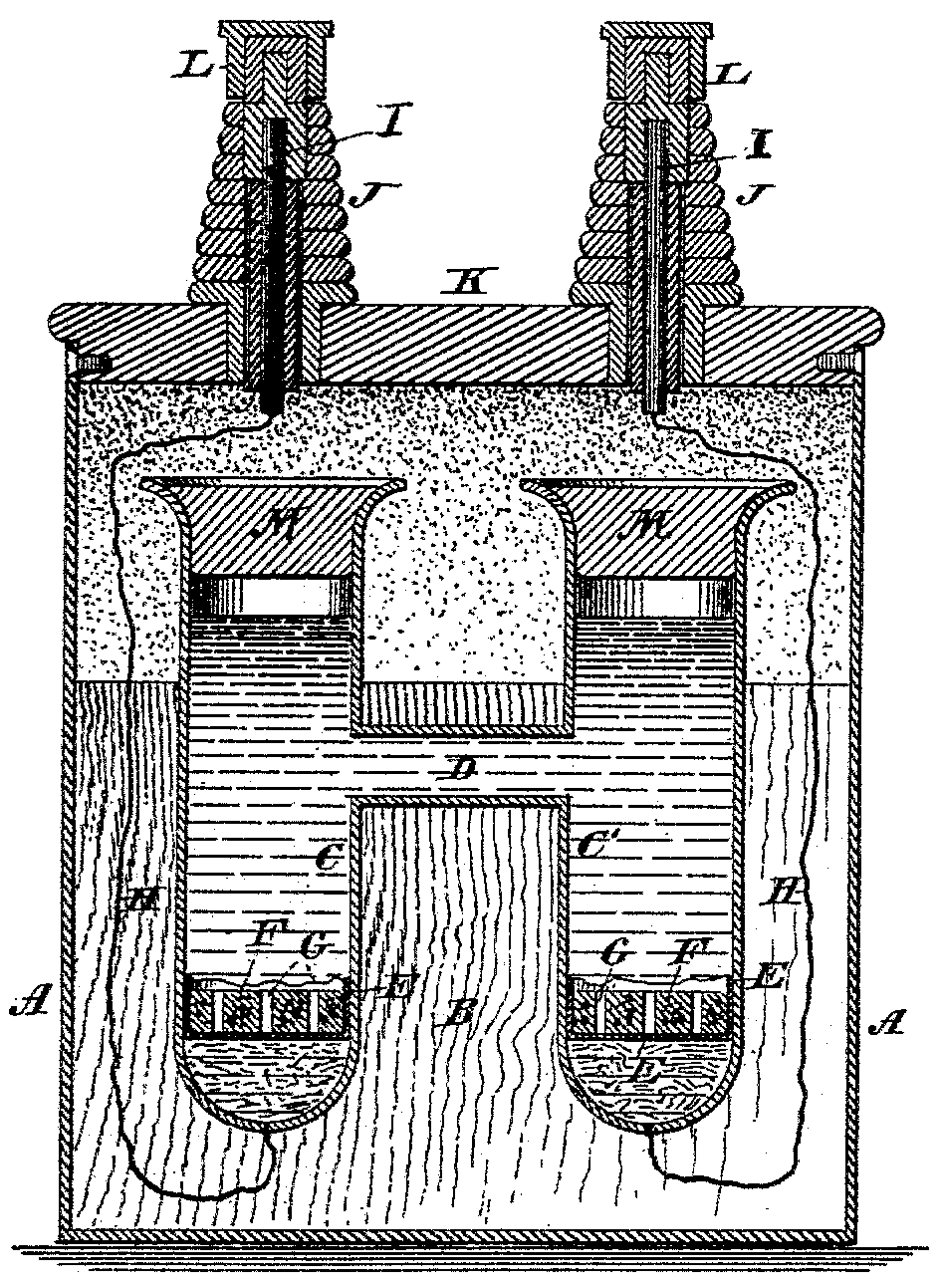
Схема нормального елемента з патенту США № 494827 Едварда Вестона

У 1893 році Вестон патентує нормальний елемент. Нормальний елемент Вестона до кінця XX століття широко використовувався в лабораторних та промислових вимірюваннях як джерело опорної напруги або еталон напруги. Входить до складу сучасних національних еталонів вольта. Його було розроблено на основі раніше використовуваного нормального елемента Кларка, у якому Вестон запропонував замінити сульфат цинку сульфатом кадмію. Отже вдалось суттєво підвищити стабільність та знизити температурний коефіцієнт. Після того як у 1908 році нормальний елемент Вестона було прийнято як міжнародний еталон ЕРС, він у 1911 році відмовився від патентних прав на цей винахід.

#### Роль у створенні приладів магнітоелектричної схеми

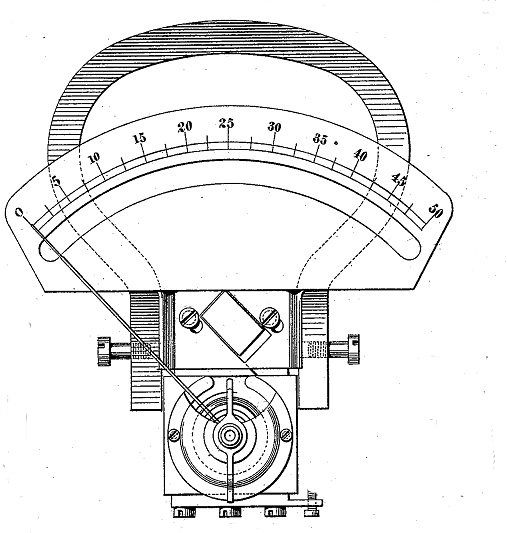
Схема приладу з патента США № 427,022 зареєстрованого на ім'я Вестона 29 квітня 1890 року

Едвард Вестон відіграв значну роль в удосконаленні магнітоелектричного вимірювального механізму, що використовується у переважній більшості сучасних аналогових електровимірювальних приладів.
Вестон навіть оскаржував пріоритет д'Арсонваля, котрий отримав патент на електровимірювальний прилад з рухомою котушкою з провідником у полі постійного магніту ще у 1881 році (Вестон отримав аналогічний патент у 1888 році) посилаючись на опис такого приладу у працях Максвелла (1875). До кінця 1920-х років прилади магнітоелектричної схеми також були відомі як «прилади системи Вестона» поряд з назвою «прилади системи Депре — д'Арсонваля».
У будь-якому випадку, Вестон дійсно запропонував низку удосконалень, які визначили конструцію магнітоелектричного механізму у його основних рисах та забезпечили його масове поширення. Серед них слід відзначити наступні технічні рішення.
- Вестон запропонував виготовляти рамки для намотування рухомої котушки приладу з металу (у ранніх приладах форма котушки підтримувалася клеєм або лаком). Спочатку для цього використовувалася мідь, потім легший алюміній. Така металева рамка, поміщена в полі постійного магніту, дозволяє забезпечити загасання коливань рухомої частини без громіздких додаткових пристосувань.
- Вестон запропонував використовувати у вимірювальних приладах полюсні наконечники для концентрації магнітного потоку створюваного постійним магнітом. Раніше Депре запропонував використовувати для тих же цілей залізний циліндр, закріплений нерухомо на осі рухомої котушки. Таким чином котушка рухається у вузькому зазорі між полюсними наконечниками і циліндром, при цьому в кожній точці силові лінії магнітного поля є строго перпендикулярними до напрямку руху котушки.
- Вестон перший використав для опори рухомої частини кам'яні підп'ятники, що раніше знайшли застосування при виготовленні годинників (до цього, більшість приладів виготовлялись на підвісах та розтяжках), що дозволило створити щитові прилади з горизонтальним розташуванням осі обертання рухомої частини.
- Вестон перший використав для створення моменту протидії плоскі спіральні пружини (до цього добре відомі виробникам годинників) з немагнітного матеріалу з малим електричним опором (з фосфористої бронзи), котрі одночасно використовувались як провідники для подавання струму на рухому котушку.

Вестон є винахідником ножової форми стрілки показувального пристрою і перший запропонував помістити на шкалі приладу дзеркало, яке дозволило виключити похибку від паралаксу (спостерігач повинен обрати такий кут зору, при якому стрілка суміщається з власним відбиттям у дзеркалі). Такий пристрій відліку використовувався практично у всіх точних лабораторних приладах зі стрілковим покажчиком.

### Останні роки

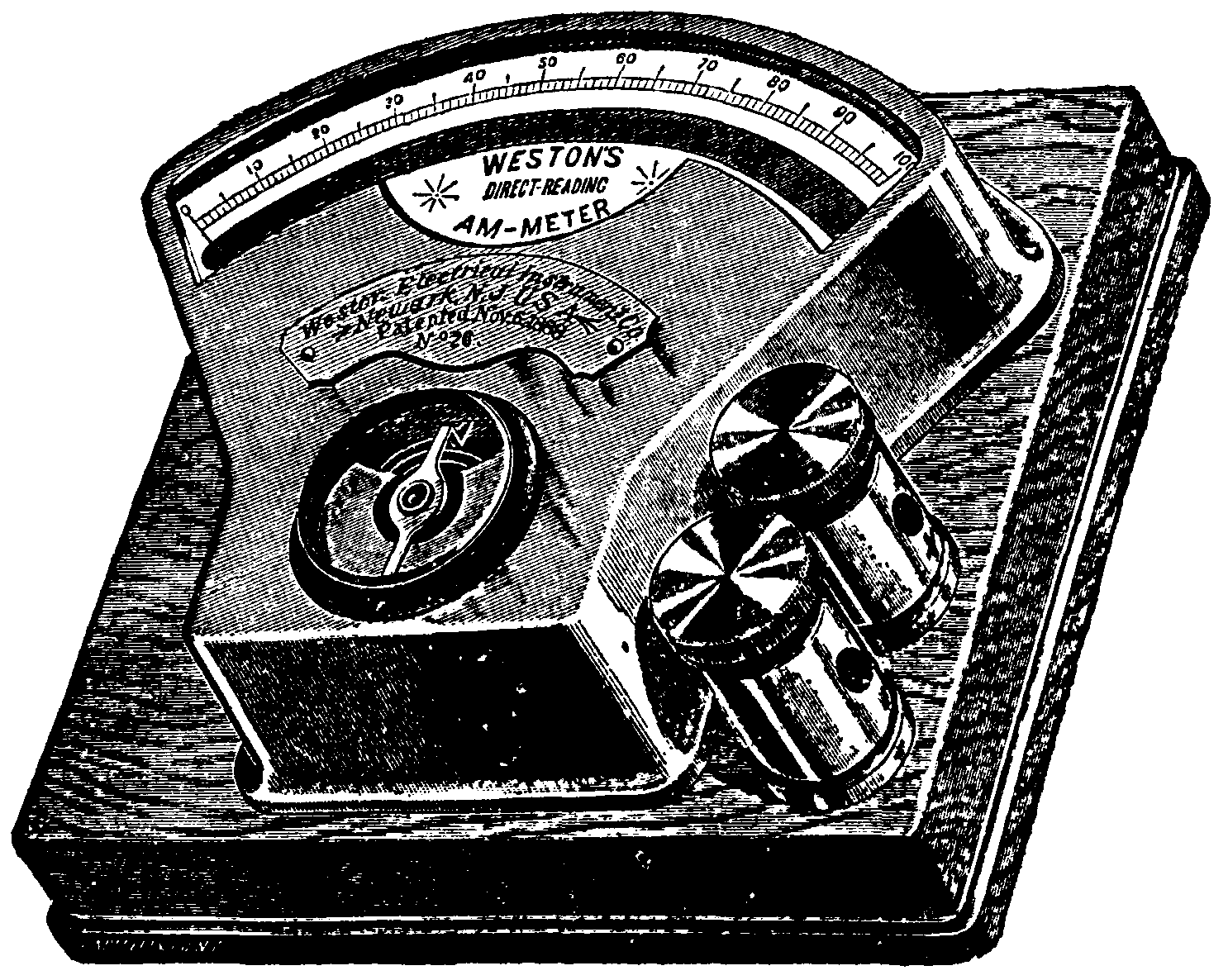
Амперметр постійного струму «Модель № 1»

У 1888 році Вестон засновує компанію «Weston Electrical Instrument Corporation» до складу якої увійшли раніше засновані ним компанії і яку він очолював до кінця свого життя. Примітно, що перший серійний прилад «Модель-1» (мілівольтметр постійного струму) був орієнтований на потреби лабораторій шкіл і коледжів, що повинно було забезпечити рекламу компанії серед майбутніх фахівців. Компанія під керівництвом Вестона випускає широку номенклатуру електровимірювальних приладів, як лабораторних так і технічних.
Найважливіші напрями діяльності компанії при житті Вестона:
- серія компактних щитових промислових вольтметрів (для оснащення устаткування генерування й розподілу), як постійного, так і змінного струму, а також серія компактних приладів постійного струму призначених для встановлення на індивідуальні генератори, які у ті часи (1893) успішно конкурували з централізованим електропостачанням;
- серія зразкових вимірювальних приладів для повірки робочих, лабораторних та щитових приладів, до складу якої увійшов нормальний елемент Вестона, а також амперметри, вольтметри й ватметри постійного та змінного струму (1894);
- розробка вимірювальних приладів для автомобілів та мотоциклів — спочатку для контролю заряджання акумуляторів (1900), а згодом і спідометрів (1910-і);
- розробка паростійких спідометрів для паровозів (1897, 1921);
- під час першої світової війни розробляє амперметри для вимірювання високочастотного сигналу радіопередавачів, спеціалісти компанії використовують термопару для контролю нагрівання провідника у приладах;
- компанія першою випустила амперметр для контролю струму на котушці динаміка, проградуйований у дБ, для використання у радіоприймачах (1926);
- перші експонометри компанія випускає у 1932 і Едвард Вестон бере безпосередню участь у розробці їх конструкцій разом із сином;
- компанія проводила розробки з метою створення авіаційних пристроїв «сліпої посадки» літальних апаратів (1933).

У 1889—1891 роках Едвард Вестон обіймав пост президента Американського інституту інженерів з електротехніки, попередника Інституту інженерів з електротехніки та електроніки (IEEE).
Вестон був одним із засновників наглядової ради Технологічної школи Ньюарка, перетвореної згодом у Технологічний інститут Нью-Джерсі. Деякі з його винаходів, приладів та рукописів збереглись в університетській бібліотеці та Музеї Вестона.
Протягом життя отримав 334 патенти США.
Вестон помер у 1936 році в місті Монтклер у штаті Нью-Джерсі.
Син винахідника Едвард Фарадей Вестон (1878—1971) отримав декілька патентів на експонометри, що також вироблялись «Weston Corp.» й набули поширення з 1930-х роках. Один із стандартів оцінки світлочутливості (попередник ASA) отримав назву англ. «weston film speed ratings».

## Визнання й нагороди

### Наукові звання
- 1903 рік — почесний ступінь доктора права в Університеті Макгілла, Монреаль, Квебек (Канада);
- 1904 рік — доктор наук Технологічного інституту Стівенса (англ. Stevens Institute of Technology, SIT) Гобокен, штат Нью-Джерсі (США);
- 1910 рік — доктор наук Принстонського університету у штаті Нью-Джерсі (США).

### Нагороди
- Медаль Американського хімічного товариства за внесок в електрохімію;
- Медаль Елліота Крессона (1910)
- Медаль Перкіна (1915)
- Медаль Франкліна (1924)
- Медаль Ламме Інституту інженерів з електротехніки та електроніки (IEEE) (1932).

## Цікаві факти
- Вестон отримав громадянство США лише у 1923 році, залишаючись протягом майже усієї кар'єри американського винахідника і підприємця британським підданим.
- Продукція компанії Вестона досить часто згадується у радянському підручнику з приладобудування кінця 1920-х років[13].

## Основні патенти
- US381304 A Electrical coil and conductor — патент на константан (1888.)
- US381305 A Electrical coil and conductor — патент на манганін (1888).
- US494827 A Voltaic cell — патент на нормальний елемент (1893).
- US392387 A Electrical measuring apparatus [Архівовано 29 червня 2016 у Wayback Machine.] — патент на рухому котушку (1888).
- US427022 A Electrical measu ring-instrument [Архівовано 30 травня 2016 у Wayback Machine.] — патент на пружини з немагнітного матеріалу, рухомі з протилежних сторін і дзеркало на шкалі (1890).
- US446489 A Electrical measurlng-instrument — патент на металеву рамку-демпфер рухомої котушки (1891).
- US496501 A Shunt for electrical measuring-instruments — патент на струмовий шунт (1893).
- US527034 A Scale and index for electrical measuring-instruments — патент на шкалу для профільного приладу (1894).